# Syntemna setigera
Syntemna setigera är en tvåvingeart som först beskrevs av Lundstrom 1914.  Syntemna setigera ingår i släktet Syntemna och familjen svampmyggor. Enligt den finländska rödlistan är arten nära hotad i Finland. Arten är reproducerande i Sverige. Artens livsmiljö är naturmoskogar. Inga underarter finns listade i Catalogue of Life.